# Августин Дзівіш
Августин Дзівіш (пол. Augustyn Dziwisz; нар. 28 серпня 1918, Королівська Гута — пом. 3 липня 1982, Катовиці) — польський футболіст, нападник та півзахисник, футбольний тренер, чемпіон Польщі з «Гурником» (Забже) (1961), віце-чемпіон з «Гурником» (Радлін) (1951).

## Кар'єра гравця
Вихованець «Руха» (Хожув) (1929-1930), потім грав у «Халлер» (Хожув), «Поліція КС» (Сосновець), «Чарні» (Львів), «Уніон» (Гдиня), ЗК «Хайдуки», «Батори» (Хожув) і знову «Рух» (Хожув) (з липня 1939 року). Після завершення Другої світової війни грав за «Батори» (Хожув) (1946-1947).
Один із восьми братів і сестер, його брати також були футболістами: Кароль (чемпіон Польщі та гравець збірної, у футболці «Руха»), Алоїза (грав у чемпіонаті у футболці «Чарні» (Львів) і «Руха»), Еміль (чемпіон Польщі з «Рухом»), Едвард (гравець резервної команди «Руху», засновник і президент «Халлер» Хожув) і Константи (футболіст «РКС Хайдуки»). Брат Фелікс був активістом Руху, сестра Гелена не була пов'язана зі спортом.

## Кар'єра тренера
Був тренером багатьох клубів, серед яких:
- «Гурник» (Радлін) (1951-1954) — віце-чемпіо першої ліги (без титулу віце-чемпіона Польщі, який присвоювався фіналісту Кубку Польщі) 1951 року, у наступні роки в першій лізі: 1952 рік – 10 місце, 1953 рік – 8 місце, 1954 рік - 6 місце.
- «Шомберки» (Битом) (1953-1954) — двічі посів 4 місце у другій лізі (за даними джерел, очолював дві команди одночасно).
- «Гурник» (Забже) (грудень 1954 - грудень 1956) – у 1955 році посів 2-ге місце у 2-й лізі, вихід до 1-ї ліги, у 1956 році дійшов до фіналу Кубку Польщі 1956 року, у 1-й лізі у 1956 році посів шосте місце.
- «Шомберки» (Битом) (1957) — 9-те місце в 2-й лізі.
- «Гурник» (Забже) (липень 1960-травень 1962) – у сезоні 1960 року посів 3-тє місце, у 1961 році виграв чемпіонат Польщі, у сезоні 1962 року залишив команду за 4 тури до кінця сезону, а його клуб у підсумку став віце-чемпіоном Польщі та став фіналістом кубку Польщі.
- «Краковія» (червень 1962-грудень 1963) – очолив команду за три тури до завершення сезону і вилетів з нею до 2-ї ліги, зайняв 14-те місце, в сезоні 1962/63 років став 5-м у 2-й лізі, залишив після осінньої частини сезону 1962/63 років.
- «Рух» (Хожув) (грудень 1963-вересень 1964) – очолив команду перед стартом весняної частини сезону 1963/64 років, посів з командою 7 місце в 1-й лізі, залишив після шести турів сезону 1964/65 років.
- «Мотор» (Люблін) (1964/65) – окружні матчі та вихід до другої ліги.
- «П'яст» (Гливиці) (листопад 1965-червень 1967) – півтора сезону в окружній лізі.
- «Шомберки» (Битом) (осіння частина сезону 1967/68) – I ліга.
- ГКС (Катовиці) (1968) – очолив команду у весняній частині сезону 1967/68 років, зайняв 8 місце в першій лізі, залишив команду після 9 туру осінньої частини сезону 1968/69 років.
- «Гурник» (Радлін) (1969-1971) – два сезони в окружній лізі (еквівалент третьої ліги).
- «Лех» (Познань) (серпень 1972-квітень 1973) – другий з трьох тренерів у сезоні 1972/73 років.
- «Медзь» (Легниця) (1974/75) – окружні матчі (еквівалент третьої ліги).

Чотири рази співпрацював з першою збірною Польщі в міжнародних матчах (29.11.1953 з Албанією, 14.09.1958 з Угорщиною, 11.04.1962 з Францією та 5.04.1962 з Марокко). Також очолював другу збірну та молодіжну збірну.